# Elyse Hopfner-Hibbs
Elyse Hopfner-Hibbs (Mississauga, 12 de Setembro de 1989) é uma ginasta canadense que compete em provas de ginástica artística.
Elyse começou na ginástica em 1993, e em 2001 disputou sua primeira competição internacional. Em 2005, disputou seu primeiro Campeonato Mundial em Melbourne, Austrália, no qual atingiu a 67ª posição no individual geral e a décima posição nas barras assimétricas. No Mundial de 2006, realizdo em Aarhus, Dinamarca, atingiu seu melhor resultado, ao conquistar a medalha de bronze na prova da trave de equilíbrio e a 16ª posição no concurso geral. Em 2007 atinfiu o segundo lugar na etapa da Copa do Mundo em Glasgow, Escócia, e no Mundial de Stuttgart, não repetiu os resultados do ano anterior, não chegando a nenhuma final. Em 2008,  em sua primeira aparição olimpica, nos Jogos de Pequim, classificou-se para uma final, o individual geral, no qual repetiu o 16º lugar.